# Матіїв-Мельник Микола
Мико́ла Маті́їв-Ме́льник (насправді — Микола Матійович Мельник; 11 грудня 1890, Яблунів Коломийського повіту, теперЯблунів Косівського району Івано-Франківської області — 28 вересня 1947, Нью-Гейвен, США) — український письменник і журналіст, відомий галичанин. Псевдоніми — Микола Яблонівський, Богдан Чорногор, Богдан Вольний, Богдан Хмиз, Василь Хмара, Микола Лебединський, Микола Гірський та ін.

## Життєпис
Закінчив українську гімназію в Коломиї, філософський факультет Львівського університету, поглиблював свої знання з філологічних наук у Чернівецькому і Віденському університетах.
У травні 1915 року мобілізовано до австрійської армії. Улітку цього ж року, коли прибув до містечка Фойтсберга у Штирії (Австрія) і мав іти до старшинської школи, за доносом ув'язнено та звинувачено у зраді цісаря і Австрії, у поширенні ідей від'єднання Галичини від Австрії. У лютому 1916 року звільнено з ув'язнення і скеровано до запасного коша 55-го піхотного полку в Більську на Шлеську, звідки потрапив на фронт. На початку 1918 року з пораненням повернувся додому і відразу влаштувався на посаду вчителя в приватну гімназію м. Чорткова. Його прийняли посеред навчального року, оскільки він міг викладати українську та німецьку мови, був добрим знавцем рідної та європейської літератури, грав на скрипці, керував хором.
Після проголошення Західноукраїнської Народної Республіки Микола Мельник взявся за створення повітової газети «Наша земля». Сам редагував і відповідав за неї. Вступив до легіону Українських січових стрільців (УСС). Навесні 1919 року разом з добровольцями влився в Українську галицьку армію (УГА), був референтом пропаганди УГА.

Матіїв-Мельник у військовому строю

На фронтах визвольної війни написав, зокрема, вірші «Журавлі» (Жванець, 16 липня 1919), «І піде в порох Єрихон…» (Старокостянтинів, 1919), «Дефіляда» (Проскурів, 28 липня 1921), оповідання «І стугоніла земля» (Кам'янець-Подільський, 1919).
Під час польської окупації краю працював у гімназіях Коломиї, Станиславова, Львова. В цей час окремими книжками в Коломиї видав поему «На ріках вавилонських» (1921) та збірку оповідань «По той бік греблі» (1922), виданої накладом «Загальної книгозбірні». В рецензії на неї, опублікованій в журналі «Літературно-науковий вісник» (Львів, 1923, кн. ІХ) Олесь Бабій писав: «На зміст книжки вкладається 16 оповідань, а дати, поміщені під ними, вказують на те, що молодий автор писав твори під час своєї воєнної мандрівки на високих горах Тиролю, в лічницях Стирії і Мадярщини і на широких степах України під час походу Української армії. В оповіданнях наскрізь реалістичного характеру чуються часто такі сміливі тони, що мимоволі нагадується Черемшина». До речі, ці дві книжки друкувалися під прізвищем Мельник, а наступні, видані у Львові, — під прізвищем Матіїв-Мельник.
1927 року переїхав до Львова. Викладав у вчительській семінарії Українського педагогічного товариства у Львові, з 1928 року в Львівській приватній гімназії сестер василіанок та інших приватних середніх навчальних закладах. У Львові побачили світ повісті «За рідне гніздо» (1927) та «Крізь дим і згар» (1928), новела «На чорній дорозі» (1930). Одружився 1928 року з Марією.
1936 року окремою книжкою видав переспів «Слова о полку Ігоревім» під назвою «Слово про Ігорів похід. Український лицарський епос княжих часів». М. Матіїв-Мельник уклав співаник для молодіжних лугових організацій «Запорожець», в який, крім відомих стрілецьких і народних пісень, увійшли «Луговий гімн» на його слова та записані ним на війні пісні, створені стрільцями. В літературних колах високо оцінено художню вартість його прози. А збірка новел «На чорній дорозі» була визнана найкращою книжкою року. Окремої поетичної збірки Микола Матіїв-Мельник не встиг видати, бо настало 17 вересня 1939 року.
І хоч у вересні 1940 року його прийнято до Спілки радянських письменників України, та він майже нічого не писав, бо не міг славити Сталіна і «золотий вересень», що стало причиною звинувачень та допитів в органах радянської влади. Перейшов на роботу в інститут радянської торгівлі.
Під час німецької окупації письменник був серед тих, хто 30 червня 1941 року проголосив Акт про відновлення Української держави. Саме він зачитав цей Акт по Львівському радіо, у якому працював завідувачем літературної студії. Його обрали заступником голови новоствореної Спілки українських письменників (голова — Василь Пачовський). Однак почалися переслідування українських патріотів, і він змушений переїхати в Коломию, де влаштувався на посаду вчителя новоствореної промислової школи і за сумісництвом — у гімназії.
1944 року виїхав до Австрії, викладав у таборі для переміщених осіб (м. Зальцбург). З 1947 року жив у США.
Помер 28 вересня (за ін. даними 28 листопада) 1947 року в м. Нью-Гейвен (США).
Після смерті письменника друком вийшла його збірка поезій «Горить мій світ» (1961, Філадельфія). У радянській Україні твори М. Матіїва-Мельника було заборонено, і лише через півстоліття зроблено першу спробу повернути Україні його ім'я і творчість, віддати письменникові належну шану за талант і мужність. Упорядковано і видано його твори для дітей «В скарбоні серця» (Снятин, 1992), «Новели» (Косів, 1993), «Твори» (Львів, НТШ, 1995).

## Творчість
Автор поетичних збірок «На вавілонських ріках» (1921), «Горить мій світ» (1951 посм.), збірок прозових творів «По той бік греблі» (1922), «За рідне гніздо» (1927), «Крізь дим і згар» (1928), «На чорній дорозі» (1930) та ін. Частина спадщини загинула в роки війни, рукописна частина зберігається в родині письменника у США.
Перші видання:
- поема «На ріках вавілонських» (Коломия, 1921);
- збірка оповідань «По той бік греблі» (Коломия, 1922).

Збірки новел у львівських видавництвах:
- «За рідне гніздо» (1927);
- «Крізь дим і згар» (1928);
- «На чорній дорозі» (1930) — була визнана найкращою книжкою року.

Переспів «Слова о полку Ігоревім»: «Слово про Ігорів похід. Український лицарський епос княжих часів» (1936).
Посмертна збірка поезій «Горить мій світ» (Філадельфія, 1951).

## Вшанування
- 10 грудня 1990 року з нагоди 100-річчя від дня народження письменника на будинку, в якому він народився, відкрито меморіальну таблицю.
- 11 серпня 1991 року на подвір'ї Яблунівської СШ відкрито йому пам'ятник.

Пам’ятник Матіїву-Мельнику